# (50000) Quaoar
(50000) Quaoar [ˈkwɑːwɑr] (frühere Bezeichnung 2002 LM60) ist ein großes transneptunisches Objekt im Kuipergürtel, das bahndynamisch als Cubewano eingestuft wird. Aufgrund seiner Größe gehört der Asteroid zu den Kandidaten der am 24. August 2006 von der Internationalen Astronomischen Union (IAU) eingeführten Klasse der Zwergplaneten. Quaoar verfügt über einen Mond mit dem Namen Weywot sowie über einen Ring.

## Entdeckung und Benennung
Quaoar wurde am 6. Juni 2002 von den amerikanischen Astronomen Chad Trujillo (Gemini) und Mike Brown (CalTech) in Pasadena auf Bildern vom 4. Juni 2002, die mit dem 1,2-m-Oschin-Schmidt-Teleskop am Palomar-Observatorium des California Institute of Technology gemacht wurden, entdeckt; dabei befand er sich im Sternbild Schlangenträger. Die Entdeckung wurde am 7. Oktober 2002 an einem Meeting der American Astronomical Society bekanntgegeben, der Planetoid erhielt die vorläufige Bezeichnung 2002 LM60. Nach der Ankündigung wurde Quaoar in einigen Medien als der zehnte Planet gehandelt. Nicht zufällig, sondern offenbar wegen der vordergründigen Signifikanz der Entdeckung vergab die IAU die runde Kleinplanetennummer 50000 an Quaoar, zusammen mit der 20000 für Varuna (der sich nach allgemeiner Auffassung mittlerweile als kleiner als ursprünglich angenommen erwiesen hat); die Zwergplaneten Eris und Pluto etwa wurden dagegen gemäß der Reihenfolge der Bestätigung ihrer orbitalen Elemente nummeriert.
Am 20. November 2002 erhielt der Planetoid auf den Vorschlag der Entdecker hin den offiziellen Namen Quaoar, und zwar nach der göttlichen gestalt- und geschlechtslosen Schöpferkraft aus dem Schöpfungsmythos der nordamerikanischen Tongva-Indianer, die in der Gegend um Los Angeles bis ins nordwestliche Mexiko hinein leben. Die Entdecker wählten den Namen mit der intuitiven Aussprache Kwawar; die bevorzugte Aussprache der Tongva war allerdings Qua-o-ar.
Wie alle anderen transneptunischen Objekte außer Pluto besitzt Quaoar kein offizielles oder allgemein verwendetes astronomisches Symbol. Im Internet kursierende Quaoarsymbole wie z. B.  sind Entwürfe von Privatpersonen. Eine offizielle Symbolzuweisung ist nicht zu erwarten, da astronomische Symbole in der modernen Astronomie keine Rolle mehr spielen.
Quaoar wurde bereits 1982 von dem Astronomen Charles Kowal fotografiert, aber nicht als Asteroid identifiziert. Davon ausgehend ließ sich Quaoar in einer ganzen Reihe von früheren Beobachtungen identifizieren und so seine Umlaufbahn genauer berechnen. Die früheste bekannte Aufnahme stammt vom 25. Mai 1954 und wurde im Rahmen des Palomar Observatory Sky Survey–Programmes (POSS) am Palomar-Observatorium gemacht.

## Eigenschaften

### Umlaufbahn
Quaoar umkreist die Sonne in 287 Jahren in einer nahezu perfekten Kreisbahn zwischen 41,69 AE und 45,25 AE Abstand zu deren Zentrum. Die Bahnexzentrizität beträgt 0,041, die Bahn ist 8° gegenüber der Ekliptik geneigt. Im Februar 2023 war der Planetoid 42,7 AE von der Sonne entfernt. Das Perihel durchläuft er das nächste Mal 2073, der letzte Periheldurchlauf dürfte daher im Jahre 1786 erfolgt sein.
Ende März 2003 war Quaoar etwa 13,6 AE von Pluto entfernt, was ihn zu dem Pluto-Charon-System nächstgelegenen großen TNO machte.
Sowohl Marc Buie (DES) als auch das Minor Planet Center stufen Quaoar als den größten Cubewano (letzteres auch allgemein als «Distant Object») ein; seine Umlaufbahn wird nicht signifikant von Neptun gestört, dennoch zählt er zu den «heißen» Cubewanos.

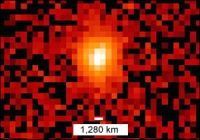
Hubble-Bild zur Größenbestimmung von Quaoar

### Größe und Masse
Quaoars Durchmesser wurde, unter anderem mithilfe des Hubble-Weltraumteleskops, zunächst zu 1250 ± 50 km bestimmt. Damit war er, bis zur Entdeckung von (90482) Orcus und (90377) Sedna, das größte seit Pluto entdeckte Objekt im Sonnensystem. Quaoar war das erste TNO, bei dem die Bilder des Hubble-Teleskops mit neuen Methoden für eine direkte Messung genutzt wurden; dabei ist der Planetoid aufgrund seiner Distanz an der Grenze des Auflösungsvermögens des Teleskops von 40 Bogensekunden, weswegen die Bilder an den an Quaoar angrenzenden Pixeln verschmiert waren. Durch Vergleiche mit Hintergrundsternen und die Punktspreizfunktion für das Teleskop konnten Brown und Trujillo später die Einschätzung relativieren. Auf ähnliche Weise wurde 2011 auch die Größe von Eris bestimmt.
Mit Hilfe der Daten des Spitzer-Weltraumteleskops wurde durch Stansberry u. a. 2008 und Brucker u. a. 2009 der Durchmesser von Quaoar mit rund 900 km auf Basis einer höheren Albedo von 19 % bestimmt. Die sich daraus ergebende Dichte von 4,2 Gramm pro Kubikzentimeter wäre für Objekte des Kuipergürtels ungewöhnlich hoch.
Neuere Untersuchungen 2013 mit dem Herschel-Weltraumteleskop (Instrumente SPIRE und PACS) kombiniert mit den überarbeiteten Daten des Spitzer-Teleskops (Instrument MIPS) kamen zu dem Schluss, dass der Durchmesser eher 1073,6 ± 37,9 km beträgt. Die Dichte wäre dann 2,15 ± 0,40 g/cm³. Eine andere Forschergruppe errechnete einen Wert von 1111 ± 4,6 km anlässlich einer Sternbedeckung am 4. Mai 2011. Das ergibt eine Dichte von 2,01 ± 0,40 g/cm³, die für Kuipergürtelobjekte nicht ungewöhnlich ist.
Beobachtungen von Sternbedeckungen, die sich zwischen 2018 und 2021 ereigneten, ergaben einen leicht höheren Durchmesser von 1121 ± 1,2 km. Bereits 2013 konnte eine Abplattung von 0,0897 errechnet werden, so dass die Form Quaoars einem Rotationsellipsoid entspricht; dies ergibt einen Poldurchmesser von 1020 km und einen Äquatordurchmesser von 1221 km.
Die scheinbare Helligkeit von Quaoar beträgt 18,97 m.
Anhand von Lichtkurvenbeobachtungen 2003 rotiert Quaoar in 17 Stunden und 40,7 Minuten einmal um seine Achse. Daraus ergibt sich, dass er in einem Quaoar-Jahr 143203,4 Eigendrehungen („Tage“) vollführt. Dies ist allerdings noch mit einigen Unsicherheiten behaftet, da die damalige Beobachtungszeit nicht ausreichte und die Fehlerquote bei ungefähr 30 % liegt. Lichtkurvenbeobachtungen 2006 legten dagegen eine halb so lange Rotationsperiode von 8 Stunden und 50,4 Minuten nahe, was die Anzahl der Quaoar-Tage mit 286387,4 Umdrehungen entsprechend verdoppeln würde.

### Zwergplanetenkandidat
Die Entdeckung von Quaoar schwächte Plutos Status als Planet, zumal Astronomen weitere Objekte von Quaoars Größe im Kuipergürtel vermuten. Später wurde mit Eris dort sogar ein Objekt gefunden, das größer als Pluto zu sein schien. Aufgrund seiner Größe befindet sich Quaoar höchstwahrscheinlich im hydrostatischen Gleichgewicht, so dass eine Zuordnung zu den Zwergplaneten zu erwarten ist. Nach Mike Brown ist er fast sicher ein Zwergplanet. Auch Gonzalo Tancredi schlägt der IAU vor, ihn offiziell als solchen anzuerkennen.
| Jahr                                         | Abmessungen km                                          | Quelle              |
| -------------------------------------------- | ------------------------------------------------------- | ------------------- |
| 2004                                         | 1260,0 ± 190,0                                          | Brown u. a.         |
| 2007                                         | 844,4 +206,7−189,6 (System)                             | Stansberry u. a.    |
| 2008                                         | 1290,0                                                  | Tancredi            |
| 2008                                         | 908,0 +112,0−118,0 (System) 830,0 +178,0−142,0 (System) | Brucker u. a.       |
| 2010                                         | 908,0                                                   | Tancredi            |
| 2010                                         | 893,1 (System) 890,0 ± 70,0                             | Frasier u. a.       |
| 2011                                         | 1170,0                                                  | Braga-Ribas u. a.   |
| 2013                                         | 1073,6 ± 37,9 (System) 1070,0 ± 38,0                    | Fornasier u. a.     |
| 2013                                         | 1128 +48,0−34,0                                         | Braga-Ribas u. a.   |
| 2013                                         | <1160,0 ± 240,0                                         | Frasier u. a.       |
| 2013                                         | 910,0 (System)                                          | Mommert u. a.       |
| 2014                                         | >1138,0 ± 25,0                                          | Davis u. a.         |
| 2014                                         | <917,0 (System) <914,0                                  | Thirouin u. a.      |
| 2014                                         | 1111,0 ± 4,6                                            | Braga-Ribas u. a.   |
| 2015                                         | 908,0                                                   | LightCurve DataBase |
| 2017                                         | 1083,0 ± 50,0 (System) 1079,0 ± 50,0                    | Brown u. a.         |
| 2017                                         | 1071,0 +53,0−57,0 (System)                              | Lellouch u. a.      |
| 2018                                         | 1092,0                                                  | Brown               |
| 2019                                         | 1121,0 ± 1,2                                            | Arimatsu u. a.      |
| Die präziseste Bestimmung ist fett markiert. |                                                         |                     |

### Oberfläche
Im Dezember 2004 gelang mit dem japanischen Acht-Meter-Teleskop Subaru der Nachweis von kristallinem Wassereis und Ammoniak-Hydrat auf der Oberfläche von Quaoar. Dies ist überraschend, da bei einer Oberflächentemperatur von 50 Kelvin eigentlich nur amorphes Eis ohne Kristallstruktur vorliegen sollte. Die Existenz von kristallinem Eis erfordert jedoch Temperaturen bis zu 110 Kelvin. Es wird vermutet, dass sich im Inneren von Quaoar noch genügend Radioaktivitätswärme befindet, die diese Temperaturen erzeugt. Es entsteht dabei ein Kryovulkanismus, wie auch auf dem Neptunmond Triton.
Untersuchungen mit dem VLT der europäischen Südsternwarte und dem Spitzer-Weltraumteleskop zeigten 2015 eine vergleichsweise homogene Oberfläche mit Methan-, Ethan-, Ammoniumhydroxid- und Stickstoff-Eis. Das Spektrum lässt auch auf Spuren von Kohlenmonoxid und Kohlendioxid schließen. Quaoars Oberfläche scheint relativ jung zu sein.

Vier Aufnahmen durch New Horizons

### Erforschung durch Raumsonden
2011 wurde berechnet, dass eine Vorbeiflugsmission zu Quaoar 13,57 Jahre benötigen würde; dazu wäre ein Swing-by an Jupiter vorgesehen, basierend auf Startdaten am 25. Dezember 2016 (verstrichen), 22. November 2027, 22. Dezember 2028, 22. Januar 2030 oder am 20. Dezember 2040. Quaoar wäre bei Ankunft der Sonde dann 41 bis 43 AE von der Sonne entfernt.
Am 13. und 14. Juli 2016 machte die hochauflösende Kamera LORRI der Raumsonde New Horizons genau ein Jahr nach dem Pluto-Vorbeiflug vier Aufnahmen. Die Aufnahme aus einer Entfernung von 2,1 Mrd. km (14 AE) zeigt das Objekt nur als verwaschenen Punkt; sie hat dennoch wissenschaftlichen Wert, weil das Objekt aus einem anderen Winkel als von der Erde aus aufgenommen wurde. Die Aufnahme gibt Auskünfte über das Vermögen der Oberfläche, Licht in andere Richtungen zu streuen.
Im Mai 2018 präsentierten Pontus Brandt u. a. des Johns Hopkins University Applied Physics Laboratory eine Studie über eine interstellare Raumsonde, die in den 2030ern an Quaoar vorbeifliegen könnte, um ins interstellare Medium zu fliegen.

## Begleiter

### Mond

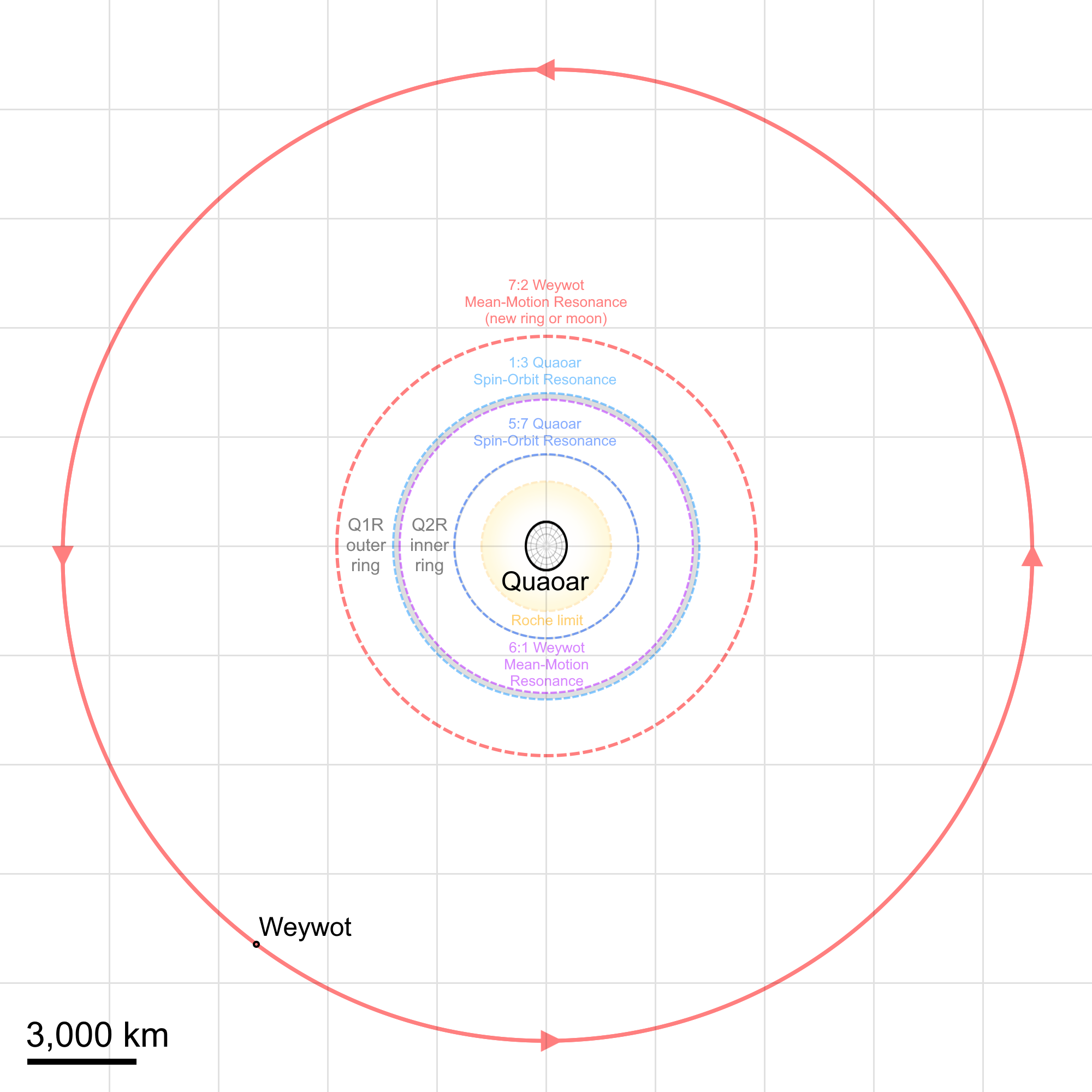
Quaoar, Weywot und Ring

Im Februar 2007 gab ein Team um Mike Brown die Entdeckung eines Mondes mit 81 km Durchmesser bekannt, der auf Aufnahmen von 2006 entdeckt wurde. Im November 2009 wurde dem Mond der Name Weywot (Quaoar I) zugewiesen. Weywot (der Himmel) war die erste Schöpfung der indianischen Schöpfungskraft Quaoar. Durch die Analyse der Umlaufbahn konnte die Masse des Systems auf 1.4e21 kg bestimmt werden.

### Ring
Im Februar 2023 wurde bekannt gegeben, dass sich um das Objekt ein Ring befindet. Quaoar ist nach (10199) Chariklo und (136108) Haumea das dritte Planetoiden-System, bei dem ein Ringsystem nachgewiesen werden konnte. Es wurde durch Beobachtungen von Sternbedeckungen, die sich zwischen 2018 und 2021 ereigneten, entdeckt. Der Ring umläuft Quaoar in einer Entfernung von 4.148,4 ± 7,4 km, was 7,4 Quaoar-Radien entspricht und erstaunlicherweise weit außerhalb der Roche-Grenze liegt, die bei Quaoar nur rund 1.780 km beträgt. Der Ring ist nicht einheitlich, sondern variiert in seinem Radius zwischen 5 und 300 km, was ihn undurchsichtiger (und dichter) an den schmalen Stellen und durchsichtiger an den breiten Stellen macht; er ist in seinem Umfang daher stark ungleichmäßig. Die ungleiche Weite des Rings ähnelt Saturns F-Ring, was auf die Präsenz von eingebetteten kleinen, kilometergroßen Minimonden hinweist, die das Material gravitativ stören. Der Ring besteht wahrscheinlich aus Eispartikeln, die miteinander elastisch kollidieren, ohne dabei in eine größere Masse zu akkretieren.
Der Ring befindet sich in der Nähe der 6:1-Bahnresonanz mit dem Mond Weywot (4.021 ± 57 km) und Quaoars 1:3-Resonanz zu dessen Rotationsperiode (4.197 ± 58 km). Die zufällige Position des Ringes in der Nähe dieser Resonanzen impliziert, dass sie eine Schlüsselrolle dabei spielen, dass sich die Ringpartikel nicht zu einem Mond formen können. Insbesondere die Beschränkung der Ringe auf die 1:3-Resonanz ist ein Hinweis, dass sie unter beringten Kleinkörpern üblich sein könnte, wie man das auch bei Chariklo und Haumea feststellen konnte.
Die Umlaufbahn des Ringes ist entweder 6 ± 12° oder 43 ± 12° gegenüber der Umlaufbahn von Weywot geneigt.
| Komponenten       | Physikalische Parameter | Physikalische Parameter | Physikalische Parameter | Bahnparameter        | Bahnparameter  | Bahnparameter | Bahnparameter                  | Entdeckung                              |
| Name              | Durch- messer (km)      | Relativ- größe %        | Masse (kg)              | Große Halbachse (km) | Umlaufzeit (d) | Exzentrizität | Inklination zu Quaoars Äquator | Datum Entdeckung Datum Veröffentlichung |
| ----------------- | ----------------------- | ----------------------- | ----------------------- | -------------------- | -------------- | ------------- | ------------------------------ | --------------------------------------- |
| (50000) Quaoar    | 1111,0                  | 100,00                  | 1,40 · 1021             | –                    | –              | –             | –                              | 6. Juni 2002 7. Oktober 2002            |
| Ringsystem        | 5 – 300                 | –                       | –                       | 4148                 | ?              | ?             | ?                              | 2022 8. Februar 2023                    |
| Weywot (Quaoar I) | 81,0                    | 7,29                    | 8,50 · 1017             | 13289                | 12,4311        | 0,056         | 14,0°                          | 14. Februar 2006 22. Februar 2007       |